# 南昌薈

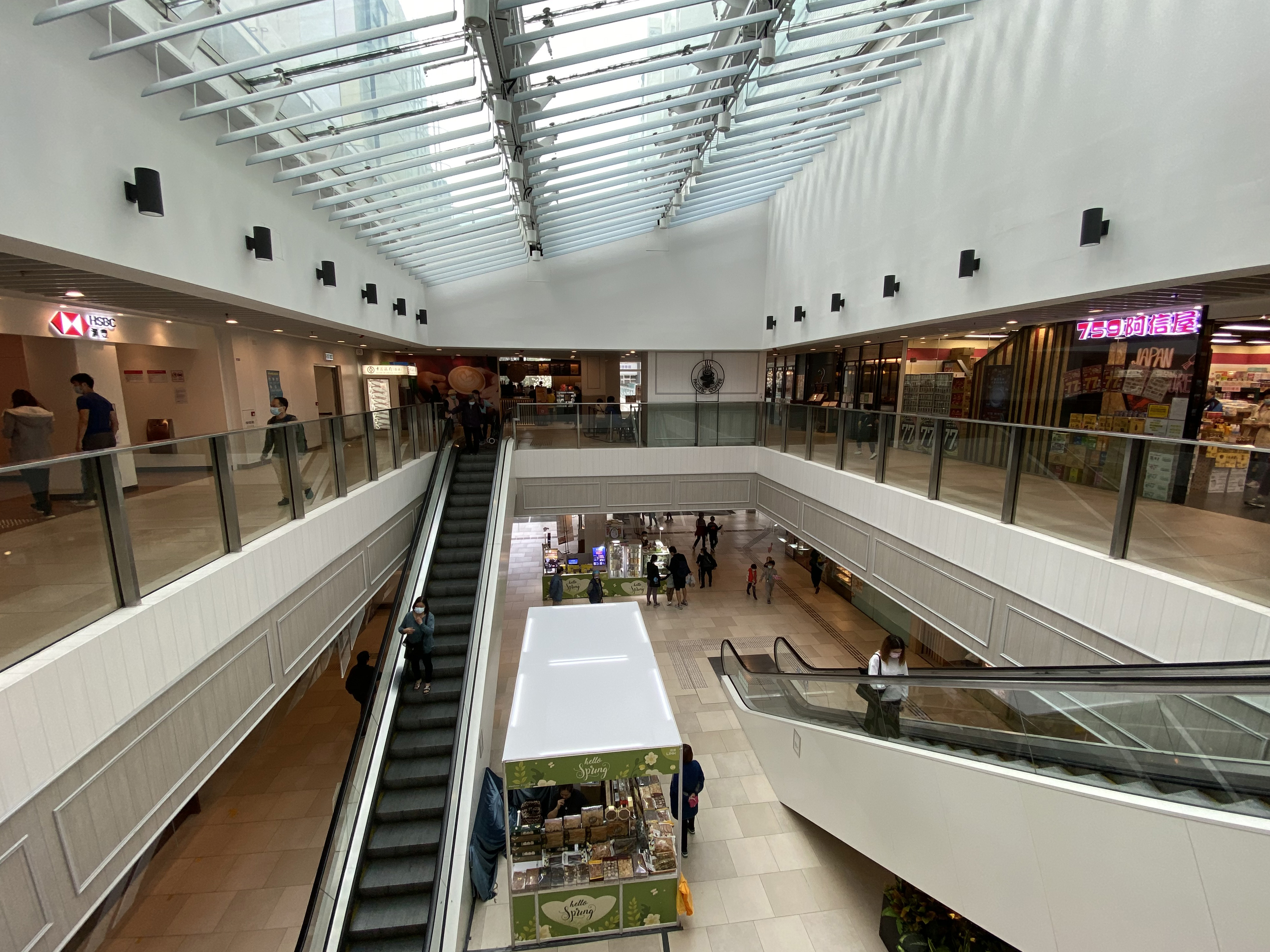
南昌薈中庭

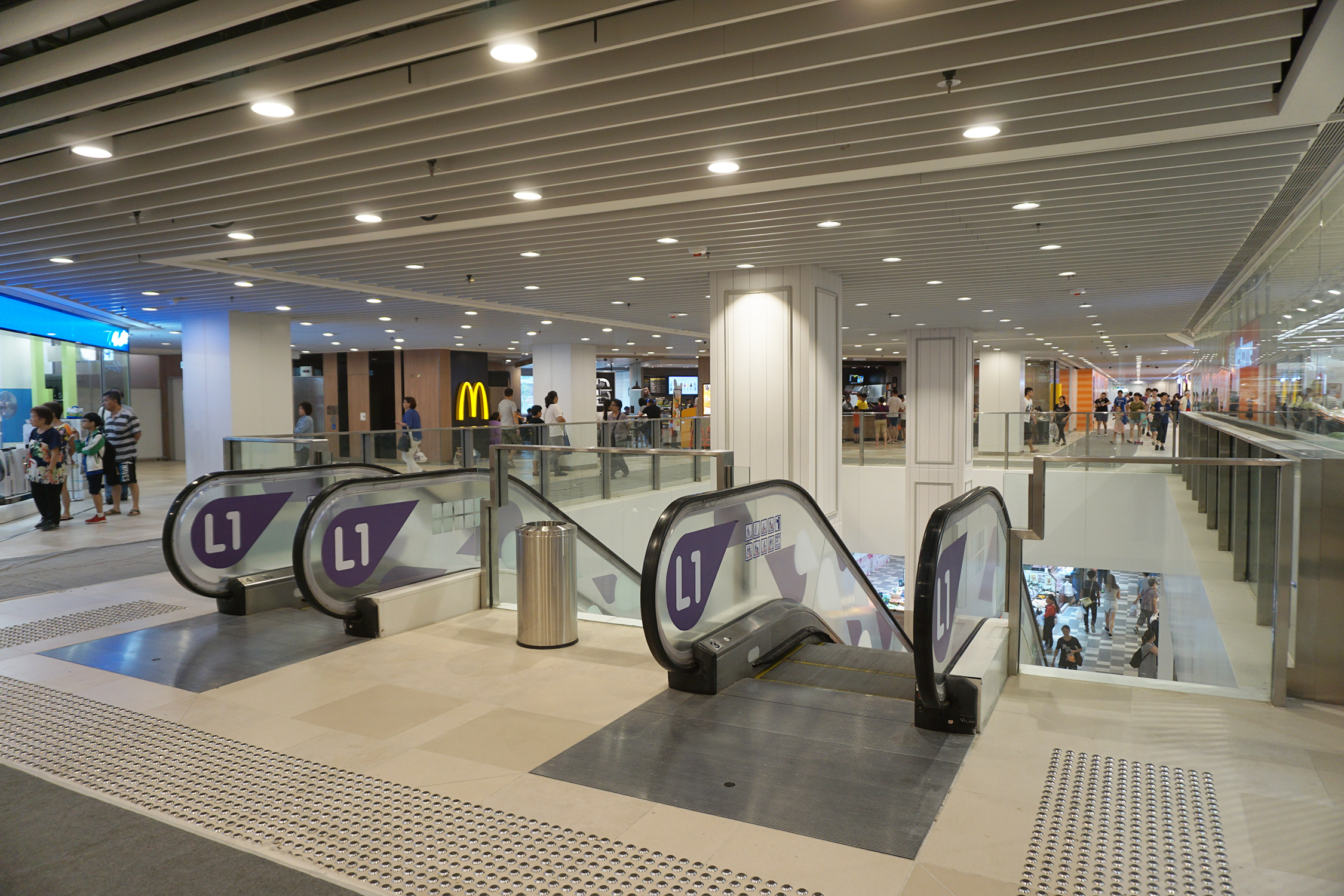
南昌薈1樓

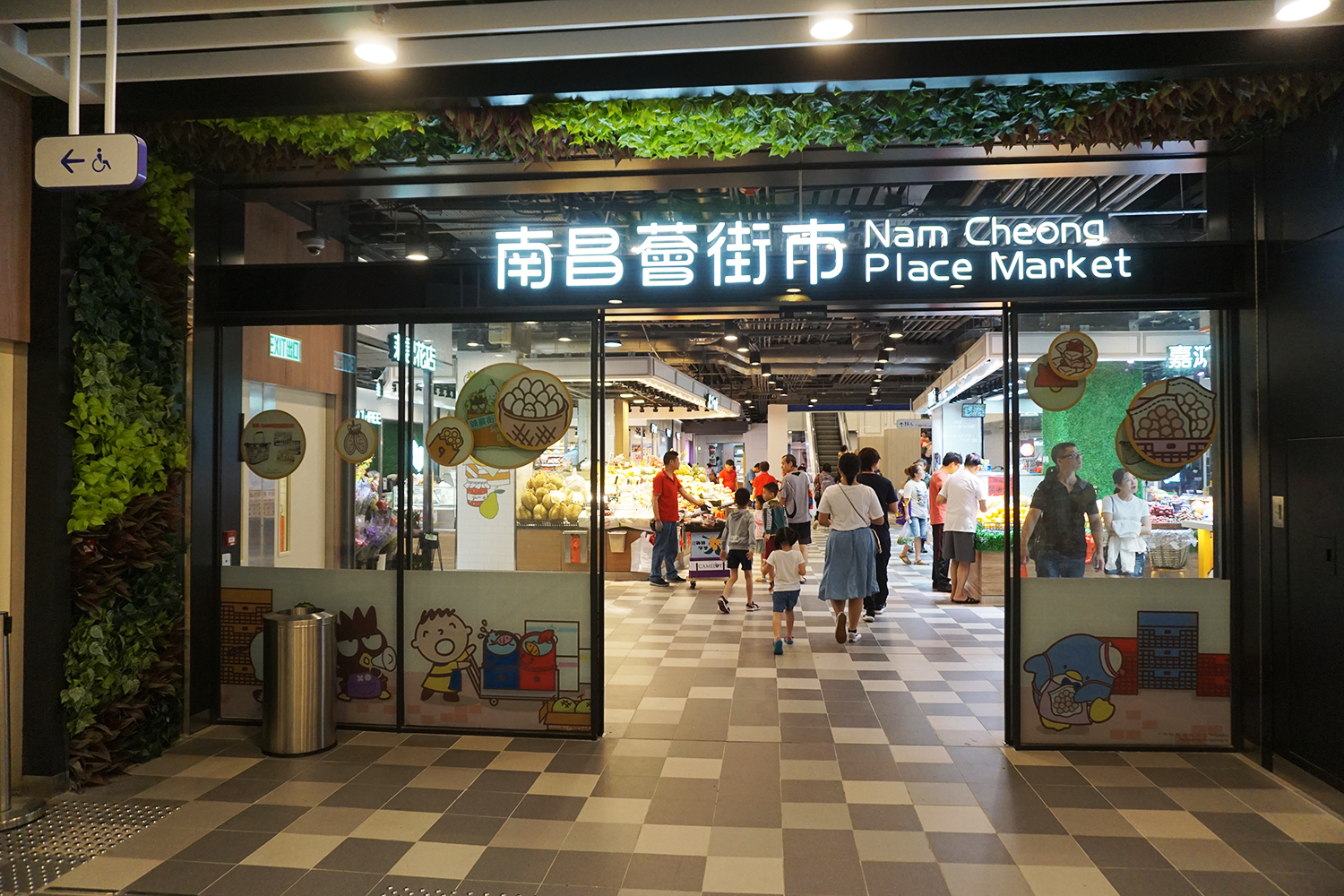
南昌薈街市

南昌薈（前稱富昌商場）（英語：Nam Cheong Place）是領展房地產投資信託基金（港交所：0823）旗下的商場，位於香港九龍深水埗區西邨路，鄰近港鐵南昌站，為富昌邨的附屬商場，原為香港房屋委員會轄下商場，在2001年開幕，其後在2018年6月進行優化翻新工程，於2019年4月正名為南昌薈，在2019年年中竣工。
南昌薈樓高兩層,面積大約63,800平方呎，附設有南昌薈街市，於2019年4月23日開業。商場設行人天橋連接V Walk，屬該商場的範圍。由於當時正在進行翻新及優化工程，因此部分商店需要到直至4月下旬起才陸續開業。

## 主要商戶
- 惠康[1]
- 萬寧[2]
- 麥當勞
- 大快活
- 太興
- OK便利店

## 前商戶
- 百佳超級市場
- 佳寶食品超級市場
- 香港青年旅舍協會

領展（前稱領匯）曾在108-110號舖開設領匯商戶資訊中心。

## 主要工程內容
- 部分店鋪改建為街市及酒樓

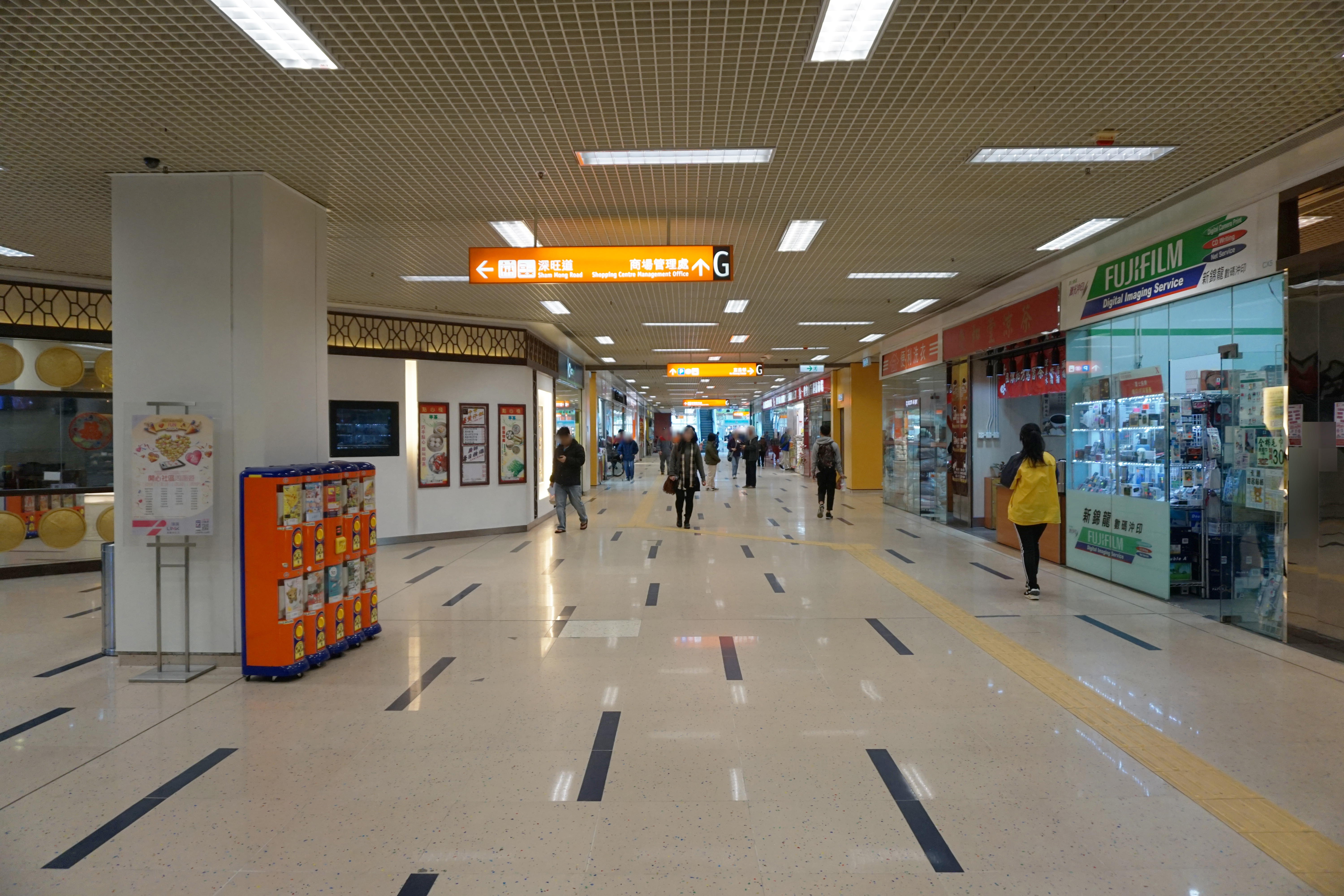
翻新前富昌商場地下（2017年）
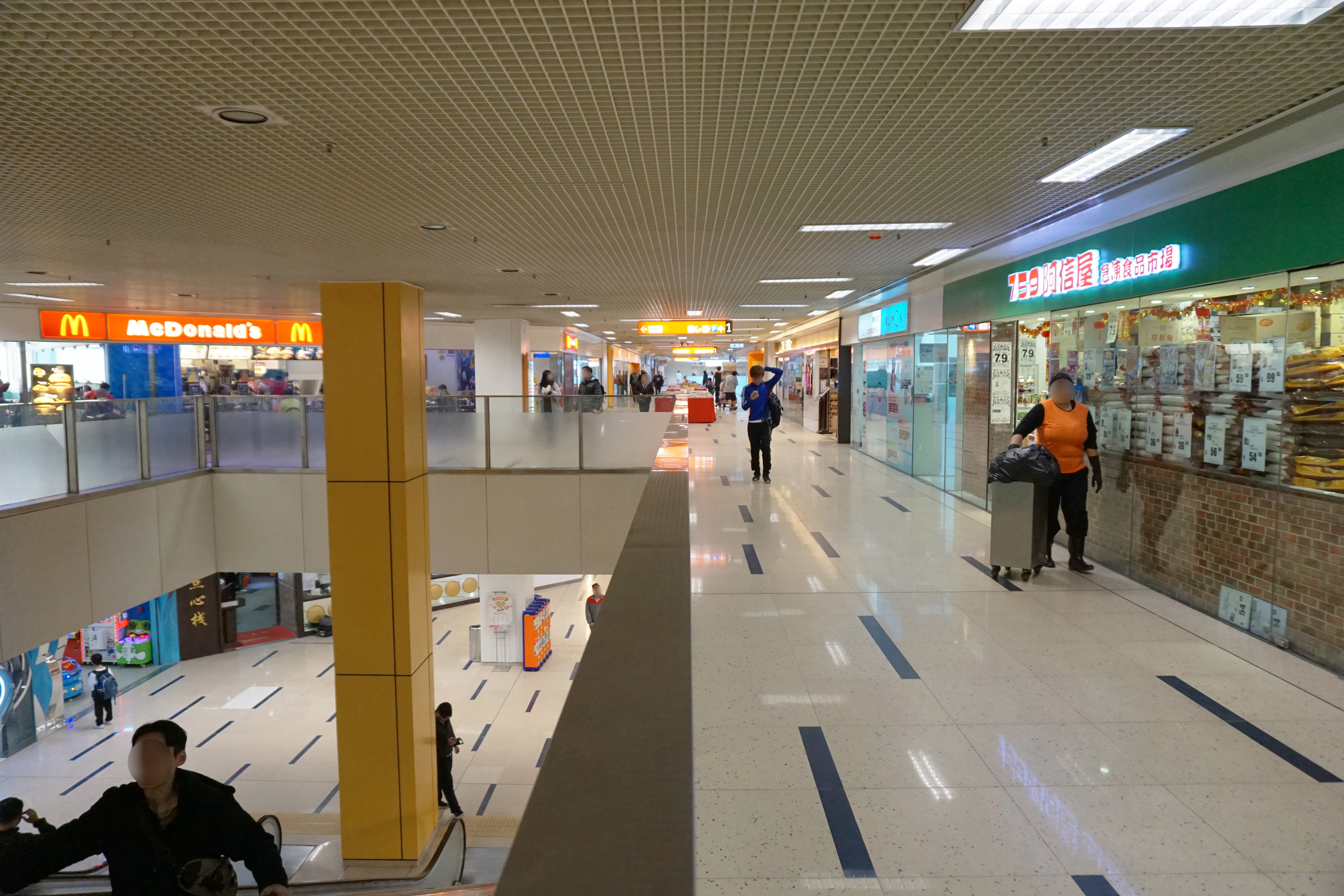
翻新前富昌商場1樓（2017年）
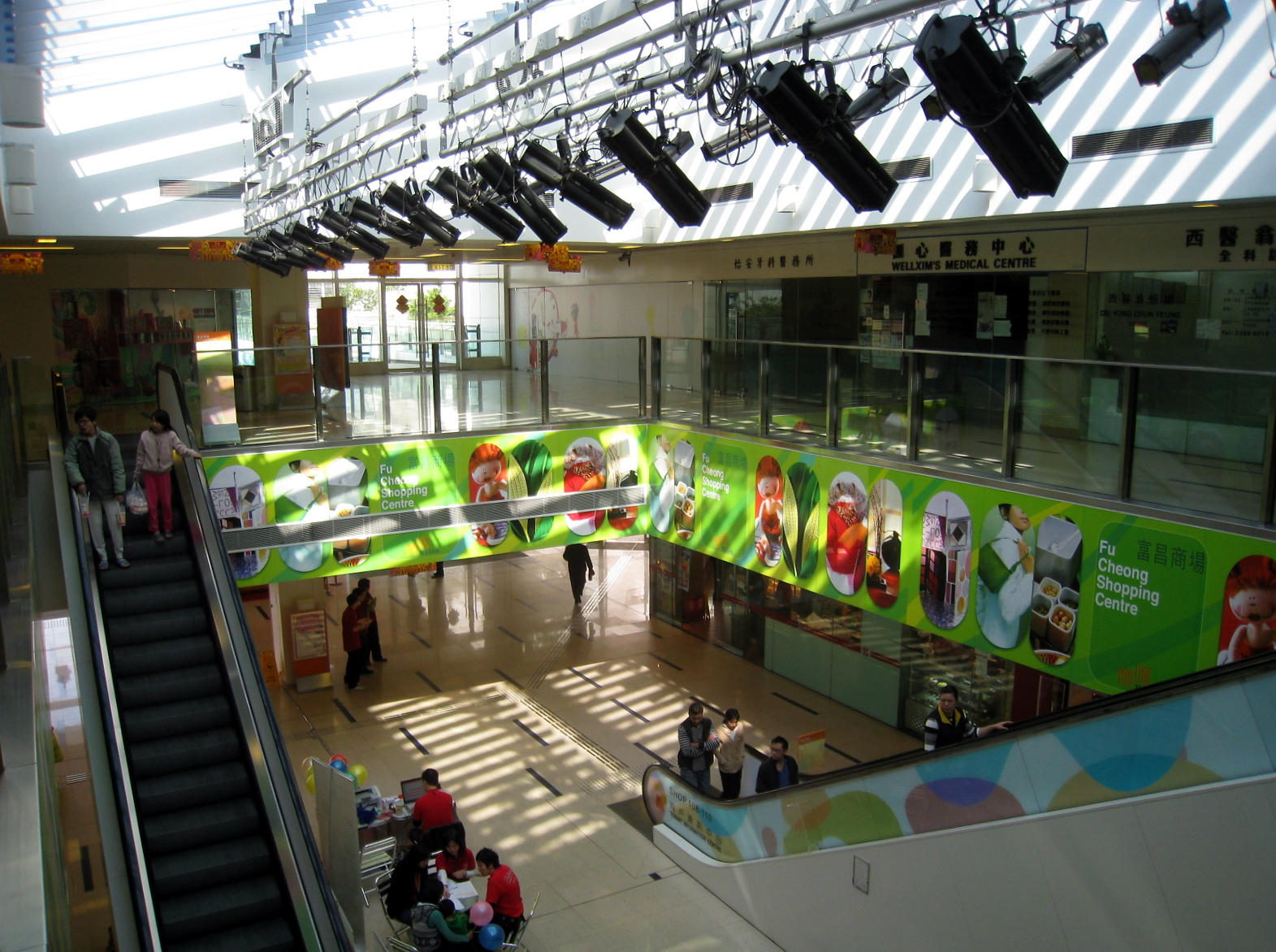
前富昌商場西面中庭（2008年）
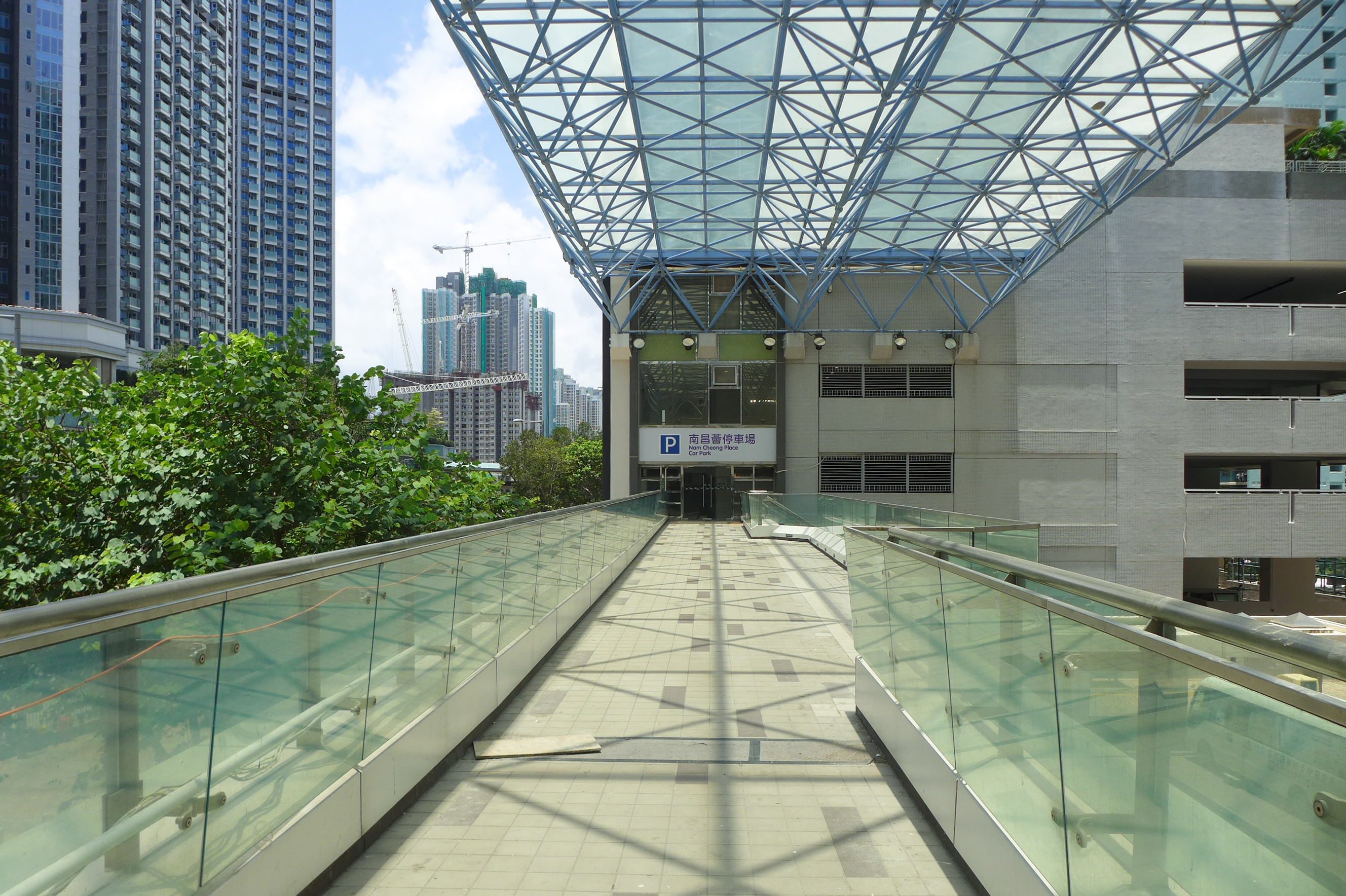
往停車場的天橋（2019年）

## 交通
南昌薈對面為港鐵東涌綫及屯馬綫的南昌站A1出口，而商場外的深旺道亦有多綫巴士小巴途經。另外，商場設有行人天橋連接V Walk及深水埗行人天橋系統。
2016年10月9日重陽節起，70S號線總站由佐敦渡華路遷往紅磡站並改經青沙公路往返和合石，同時擴大服務範圍，是首次有清明及重陽路線服務該區。（註：往和合石掃墓之乘客，需步行至長沙灣道北河街或怡閣苑分站登車）